# 新屯陶藝村站
新屯陶藝村站（：／ Sindundoyechon yeok */?）是京江線沿線的一座高架車站，位於韓國京畿道利川市新屯面南井里，韓語副站名為「韓國觀光大學」（한국관광대）。

## 車站結構
站體為2面2線側式月台的高架車站，候車月台設有月台幕門。

### 月台配置
| ↑ 昆池岩 |
| \| 下    |
| 利川 ↓   |

| 月台 | 路線              | 目的地                   |
| ---- | ----------------- | ------------------------ |
| 上行 | ●首都圈電鐵京江線 | 京畿廣州、二梅、板橋方向 |
| 下行 | ●首都圈電鐵京江線 | 利川、夫鉢、驪州方向     |

## 歷史
- 2016年9月24日：落成啟用。

## 車站周邊
- 新屯體育公園
- Bears Park（朝鲜语：베어스 파크）
- 海剛陶瓷美術館（英语：Haegang Ceramics Museum）
- 利川身心障礙者體育綜合訓練院（朝鲜语：이천장애인체육종합훈련원）

## 圖片

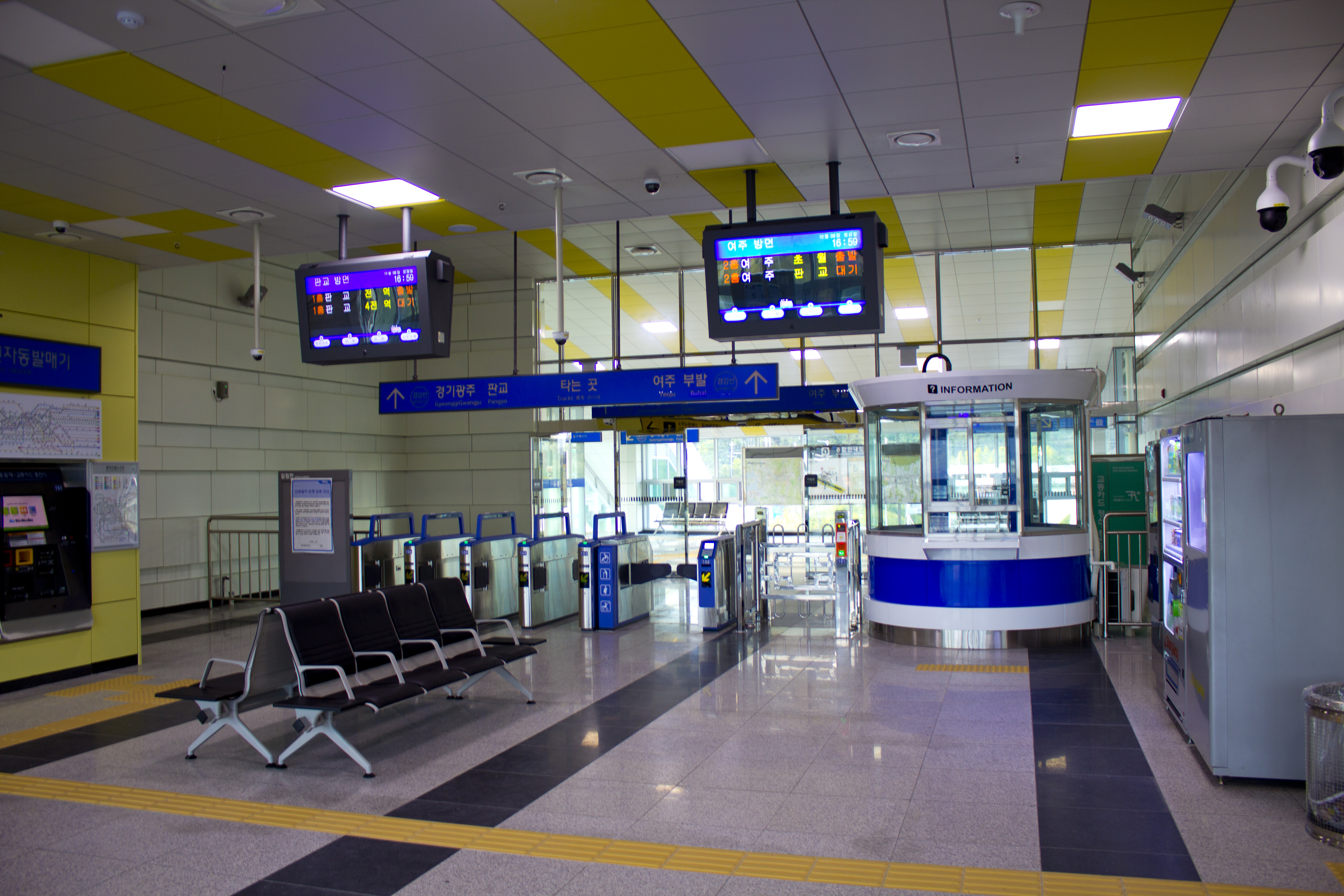
車站大廳
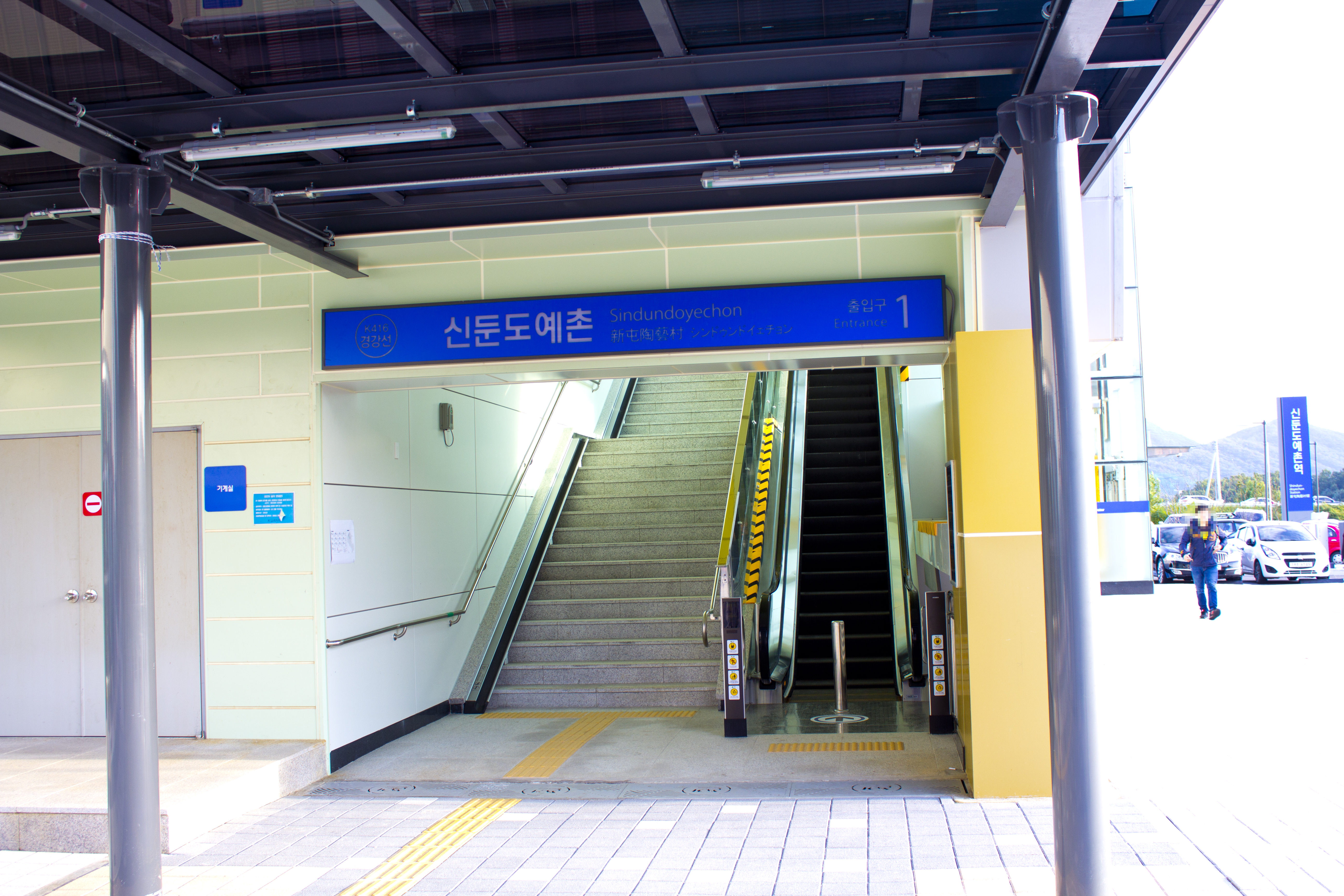
1號出口
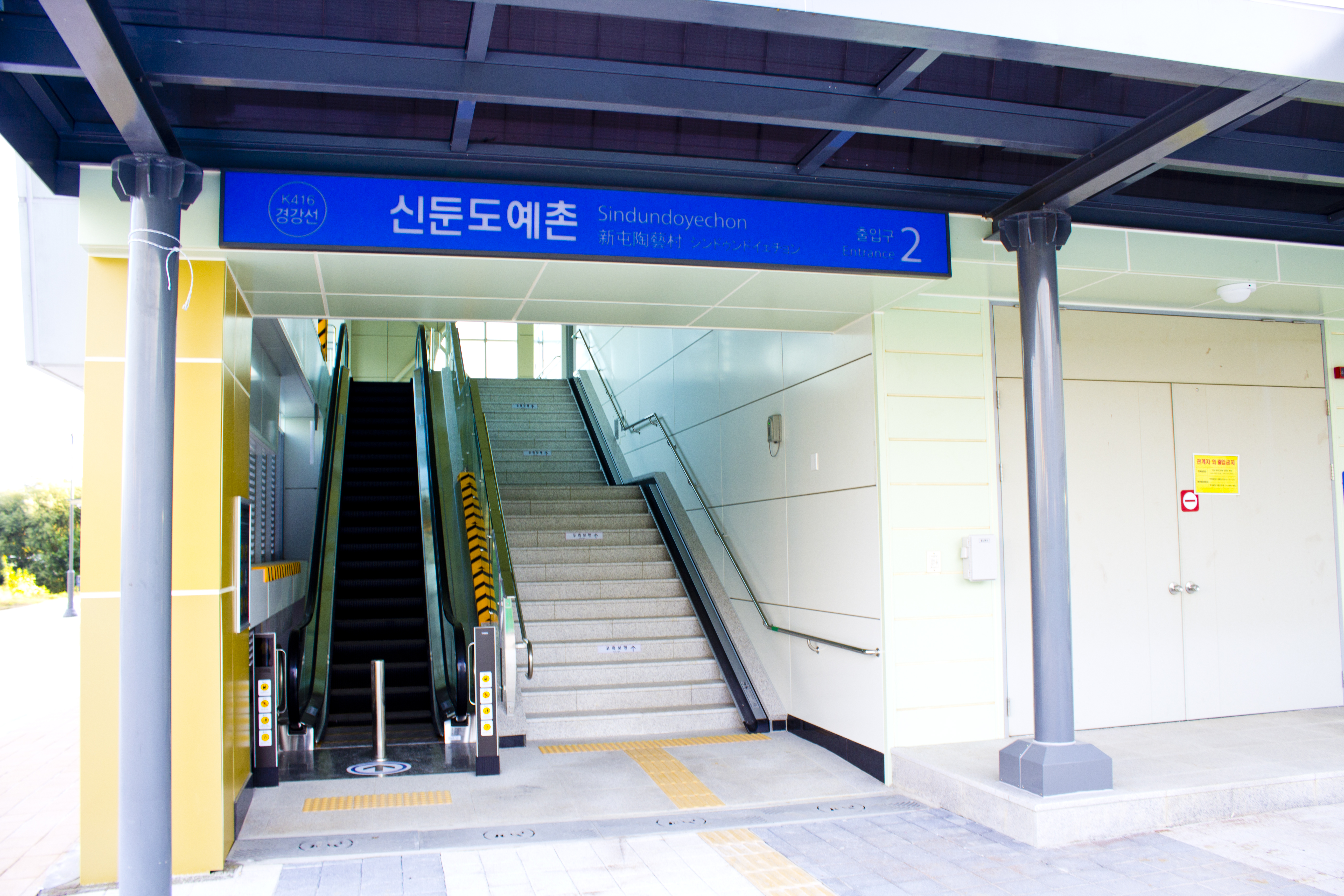
2號出口
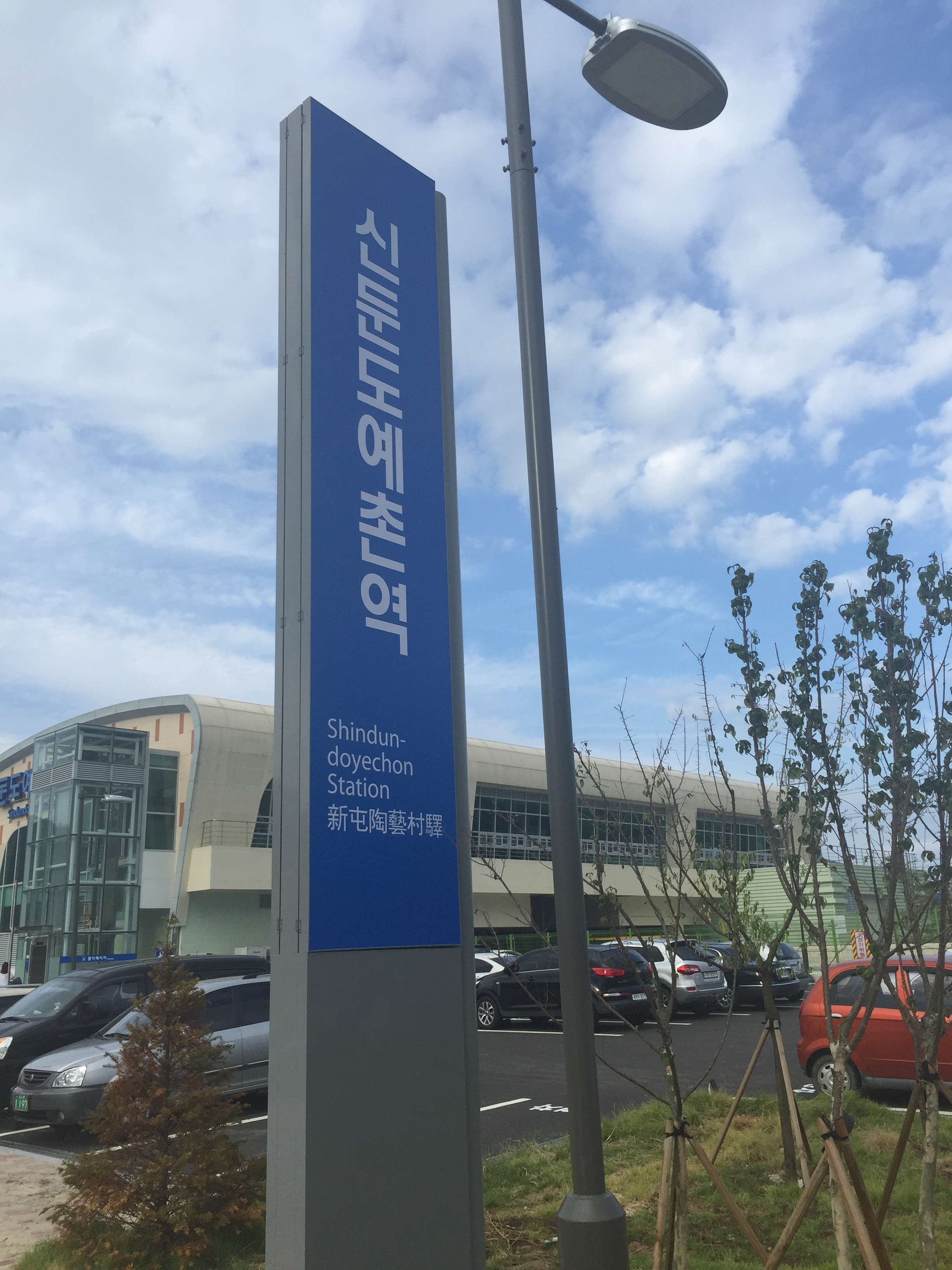
側柱站牌
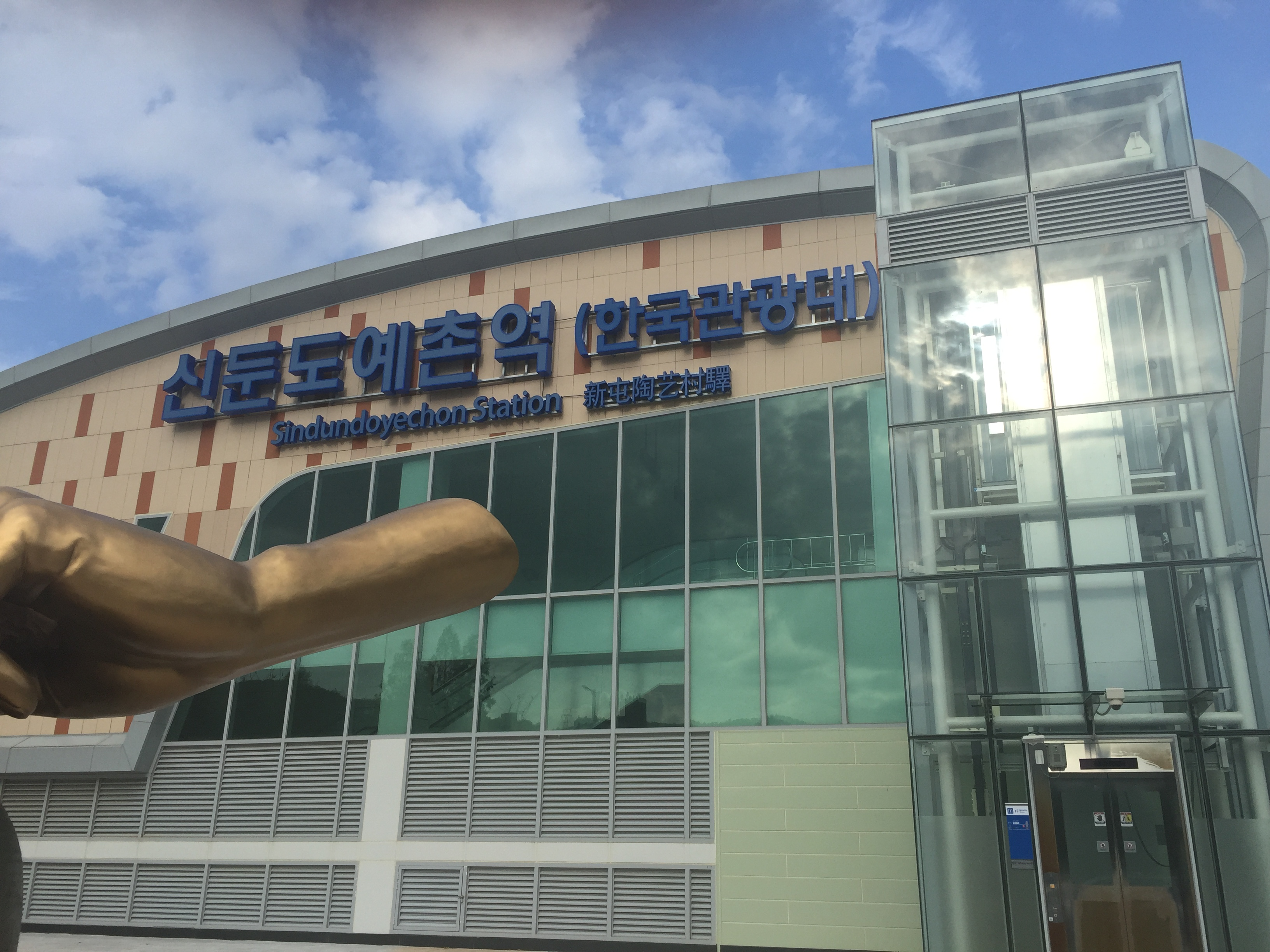
車站建築

## 相鄰車站
韓國鐵道公社
●首都圈電鐵京江線
昆池岩（K415）－新屯陶藝村（K416）－利川（K417）